# New Market (Maryland)
Pour les articles homonymes, voir New Market.
Ne pas confondre avec la ville située dans le même État, East New Market.
La ville de New Market est située dans le comté de Frederick, dans l’État du Maryland, aux États-Unis. Sa population s’élevait à 656 habitants lors du recensement de 2010, estimée à 717 habitants en 2017.

## Histoire
New Market a été incorporée en 1878.

## Démographie
| Groupe            | New Market | Maryland | États-Unis |
| ----------------- | ---------- | -------- | ---------- |
| Blancs            | 89,5       | 58,2     | 72,4       |
| Afro-Américains   | 5,5        | 29,4     | 12,6       |
| Asiatiques        | 2,3        | 5,5      | 4,8        |
| Métis             | 1,5        | 2,9      | 2,9        |
| Autres            | 0,9        | 3,6      | 6,4        |
| Amérindiens       | 0,3        | 0,4      | 0,9        |
| Total             | 100        | 100      | 100        |
|                   |            |          |            |
| Latino-Américains | 3,5        | 8,1      | 16,7       |

## Source
- (en) Cet article est partiellement ou en totalité issu de l’article de Wikipédia en anglais intitulé « New Market, Maryland » (voir la liste des auteurs).

1. ↑  (en) « New Market, MD Population - Census 2010 and 2000 », sur censusviewer.com (consulté le 2 mars 2016).
2. ↑  (en) « Population of Maryland - Census 2010 and 2000 », sur censusviewer.com (consulté le 2 mars 2016).